# Confinement de couleur
Pour les articles homonymes, voir confinement.
 (mai 2020).
Sa qualité peut être largement améliorée en utilisant un vocabulaire plus directement compréhensible.
Le confinement de couleur (ou simplement confinement) est une propriété des particules élémentaires possédant une charge de couleur : ces particules ne peuvent être isolées et sont observées uniquement avec d'autres particules de telle sorte que la combinaison formée soit blanche, c’est-à-dire que sa charge de couleur totale soit nulle. Cette propriété est à l'origine de l'existence des hadrons.  Le phénomène est décrit dans le cadre de la chromodynamique quantique (ou CDQ, QCD en anglais).

## Description phénoménologique
Pour un article plus général, voir Chromodynamique quantique.
Le phénomène de confinement est lié à la propriété de liberté asymptotique des interactions fortes qui agissent sur les particules possédant une charge de couleur. Les couplages dus aux autres interactions fondamentales (électromagnétique, faible et gravitationnelle) diminuent avec la séparation, et peuvent donc être négligés pour des états asymptotiques (à très grande séparation). Pour les interactions fortes, le couplage entre particules colorées augmente avec la distance, de façon approximativement linéaire à grande séparation. Ceci est interprété comme la formation d'un tube de flux magnétique entre les particules par les gluons. L'énergie du tube de flux augmente avec la séparation, jusqu'à être suffisamment grande pour former une paire quark-antiquark. 
Phénoménologiquement, on considère alors que le tube est brisé et que de nouveaux tubes se forment entre les quarks présents.
Si un ensemble de quarks globalement blanc (sans couleur) est ainsi formé, il cesse d'interagir avec le reste du système et forme un état lié appelé hadron. Les quarks à l'intérieur des hadrons sont reliés  par des tubes de flux entre eux mais pas avec le reste du système ; les hadrons forment des états asymptotiques qui interagissent faiblement à plus grande distance, comme dans le cas de la force nucléaire.
Le processus de rupture des tubes de flux se répète jusqu'à ce que tous les quarks produits soient rassemblés en hadrons. L'ensemble du processus est appelé hadronisation.
À l'heure actuelle, on ne connaît que deux types de hadrons : les mésons, où un quark est associé à un antiquark possédant son anticouleur, et les baryons, où trois quarks possédant les couleurs rouge, verte et bleue se combinent pour former une particule blanche (cette propriété est à l'origine du terme couleur pour la charge des interactions fortes, puisqu'elle rappelle la synthèse additive des « vraies » couleurs).

## Aspects théoriques
Malgré ces considérations intuitives, il n'existe pas à l'heure actuelle de preuve formelle que le confinement est bien une caractéristique de la chromodynamique quantique (CDQ). Cela est dû au fait que le confinement est un phénomène à fort couplage où les effets non perturbatifs dominent. La compréhension actuelle de la CDQ reposant sur des approches perturbatives, le confinement est décrit essentiellement par des modèles, tels que des modèles de potentiel effectif, le modèle des tubes de flux de couleur décrit plus haut, des modèles de cordes. Implémentés dans des programmes informatiques tels que PYTHIA ou HERWIG, ces modèles peuvent être utilisés pour simuler l'hadronisation de manière relativement précise[réf. nécessaire].

## Autres modèles
Le confinement est également une propriété du modèle de Schwinger, et plus généralement des théories de jauge abélienne en dimension inférieure à quatre.